# Rafael Guerrero Carmona
Rafael Guerrero Carmona (Málaga, 1862 - Madrid, 1936. fue periodista de formación y vocación. Fundó y dirigió varios periódicos tanto en Madrid como en Barcelona. Asimismo cultivó la narrativa. Escribió folletines bajo pseudónimos e incluso llegó a publicar una ópera bufa.

## Biografía
Dirigió, y presumiblemente fundó, en Barcelona La Concordia. Diario republicano progresista en 1893. De tono combatiente en cuestiones políticas, atacó el gobierno liberal de Sagasta y pidió la renuncia de la reina regente María Cristina. Se enfrentó a varias denuncias. Entre sus colaboradores destacó Pi y Margall.
En 1896, junto a Rafael Roldós Viñolas, fundó Las Noticias. Diario de la noche, de avisos, noticias y telegramas. Rafael Guerrero lo dirigió desde sus inicios hasta 1909. Luego tuvo otros directores hasta que dejó de publicarse en 1936. Desde un punto de vista ideológico, el periódico, que se declaraba independiente, aunque contrario al anarquismo, era progresista, rechazaba la censura y se atrevió a criticar la gestión del gobernador civil Miguel Socías.
Entre otros aspectos, y bajo la dirección de Rafael Guerrero, sobresalió por la crónica de la guerra de Cuba y por la publicación de las "Memorias de un reo de muerte", Silvestre Lluís, mientras esperaba su ejecución. En el año 1898 salió a la luz una serie informativa bajo el epígrafe "El proceso de Zola" y unas crónicas de su redactor corresponsal Heriberto Riera tituladas "Decenas cubanas". Si algo le caracterizó, fue el dinamismo que Rafael Guerrero aportó al periódico durante sus años de dirección. Fue uno de los primeros periódicos, si no el primero, en tener reportero gráfico, Sánchez Manzano, quien fue ofreciendo en 1909 a los lectores imágenes de las iglesias y conventos quemados durante la Semana trágica.
La lista de colaboradores contó con las firmas de Miguel de Unamuno, José Martínez Ruiz (Azorín), Pío Baroja, Ramiro de Maeztu, Alejandro Sawa, José Echegaray, Edmundo d'Amicis, Rubén Darío, Leopoldo Alas, Eugenio d'Ors, Dionisio Pérez o Pablo Iglesias, entre otros.
Las Noticias tuvo como rival directo a El Noticiero Universal (1888), con el que competía por la hegemonía nocturna. En 1903 Las Noticias pasará, de vespertino, a ser matutino.
Tras abandonar la dirección de Las Noticias, Guerrero fundó en 1911, en Barcelona, La Prensa, declarado independiente. El enfoque fue eminentemente local, como las diversas campañas que mantuvo contra el Ayuntamiento de Barcelon, las críticas al Gobierno civil. El periódico llegó incluso a ser secuestrado a principios de 1913, según ordenó el gobernador Manuel Portela Valladares. Tuvo que cerrar por problemas económicos.
La lista de colaboradores contó con las firmas de Manuel Machado y el ya mencionado Dionisio Pérez, entre otros.

## Hemeroteca
- La Concordia, Hemeroteca digital del Archivo Histórico de la ciudad de Barcelona. Primer número: 23 de abril de 1893. Último número: 29 de junio de 1893.

- Las Noticias, Hemeroteca digital de la BNE Archivado el 6 de enero de 2016 en Wayback Machine.. Primer número: 15 de marzo de 1896. Último número: 24 de enero de 1939.
- La Prensa. Hemeroteca digital del Archivo Histórico de la ciudad de Barcelona. Primer número: abril de 1911. Último número: 4 de mayo de 1913. Localizado en el Archivo histórico de la Ciudad de Barcelona.

## Publicaciones
- La ópera española : ópera bufa en un acto, dividida en cuatro cuadros original de Juan M. de Eguílaz y Rafael Guerrero y Carmona; música del maestro Rafael Taboada, 1886.
- Gritos de la carne. Páginas sueltas. Sin fecha.
- Crónica de la Guerra del Riff; escrita por Rafael Guerrero; 1895, Librería Editorial de M. Maucci, Barcelona.
- Crónica de la Guerra de Cuba; escrita por Rafael Guerrero con los datos suministrados por los corresponsales de Habana y New York y documentos adquiridos al efecto, 1895, Librería Editorial de M. Maucci, Barcelona. Se presenta en 5 tomos: I - Crónica de la guerra de Cuba (1895); II - Crónica de la guerra de Cuba (1895-1896); III - Crónica de la guerra de Cuba (1895-1896); IV - Crónica de la guerra de cuba y de la rebelión de Filipinas (1895-1896); V - Crónica de la guerra de Cuba y de la rebelión de Filipinas (1895-96-97). El tercer volumen incluye, además, la crónica de la guerra «España y Estados Unidos», por R. Campoamor [1898]. Profusamente ilustrados por Labarta, Passos, Cubells y Pons.
- El rey de los campos; historia del bandido cubano Manuel García; por Rafael Guerrero; 1898, Librería Editorial de M. Maucci, Barcelona.